# Helluomorphoides
Helluomorphoides is een geslacht van kevers uit de familie van de loopkevers (Carabidae). De wetenschappelijke naam van het geslacht is voor het eerst geldig gepubliceerd in 1951 door Ball.

## Soorten
Het geslacht Helluomorphoides omvat de volgende soorten:
- Helluomorphoides agathyrsus (Buquet, 1835)
- Helluomorphoides balli Reichardt, 1974
- Helluomorphoides brunneus (Putzeys, 1846)
- Helluomorphoides clairvillei (Dejean, 1831)
- Helluomorphoides diana Reichardt, 1974
- Helluomorphoides femoratus (Dejean, 1831)
- Helluomorphoides ferrugineus (Leconte, 1853)
- Helluomorphoides gigantops Reichardt, 1974
- Helluomorphoides glabratus (Bates, 1871)
- Helluomorphoides io Reichardt, 1974
- Helluomorphoides juno Reichardt, 1974
- Helluomorphoides latitarsis (Casey, 1913)
- Helluomorphoides longicollis (Bates, 1883)
- Helluomorphoides mexicanus (Chaudoir, 1872)
- Helluomorphoides nigerrimus (Klug, 1834)
- Helluomorphoides nigripennis (Dejean, 1831)
- Helluomorphoides oculeus (Bates, 1871)
- Helluomorphoides papago (Casey, 1913)
- Helluomorphoides praeustus (Dejean, 1825)
- Helluomorphoides ritae Reichardt, 1974
- Helluomorphoides rubricollis (Schaum, 1863)
- Helluomorphoides squiresi (Chaudoir, 1872)
- Helluomorphoides texanus (Leconte, 1853)
- Helluomorphoides unicolor (Brulle, 1834)